# Oldenbourg (cheval)
Vous lisez un « bon article » labellisé en 2010.
Pour les articles homonymes, voir Oldenbourg (homonymie).
L'oldenbourg ou oldenburg est une race de chevaux de selle de type demi-sangs originaire de l'ancien comté d'Oldenbourg, qui fait maintenant partie de la Basse-Saxe, en Allemagne. La race naquit au XVIe siècle à partir d'une jumenterie à usage agricole et carrossier à l'origine. L'ancien type de ce cheval, destiné à la traction, est connu sous le nom d'ostfriesen. L'oldenbourg fut croisé de nombreuses fois pour aboutir au modèle qu'on lui connaît aujourd'hui. La race est gérée par une association internationale qui tient un stud-book strict et veille à ce que chaque génération s'améliore par rapport à la précédente. L'oldenbourg est désormais un cheval puissant aux allures recherchées, avec une grande capacité de saut qui lui permet de se distinguer dans les sports équestres, notamment le saut d'obstacles et le dressage où des représentants de la race furent primés de nombreuses fois. L'élevage de ces chevaux se caractérise par un pedigree très libéral et l'usage exclusif d'étalons privés plutôt que la centralisation autour d'un haras national.

## Histoire
La race oldenbourg possède une longue histoire au cours de laquelle elle a changé de statut, passant de celui de cheval de trait à celui de cheval de sport.

### DuXVeauXVIIIesiècle

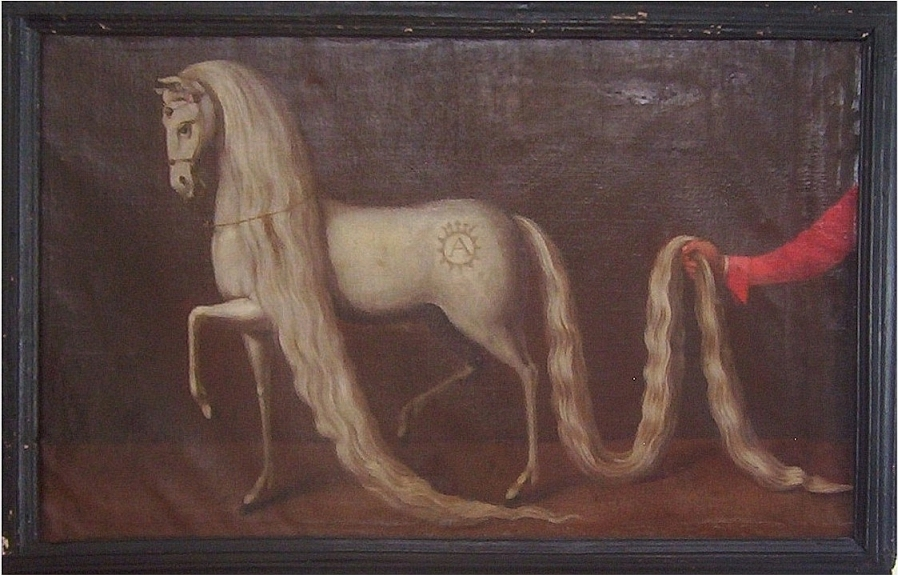
L'étalon fondateur Kranich, propriété d'Anton Günther vers 1640. Son type ibérique et baroque était à la mode à l'époque.

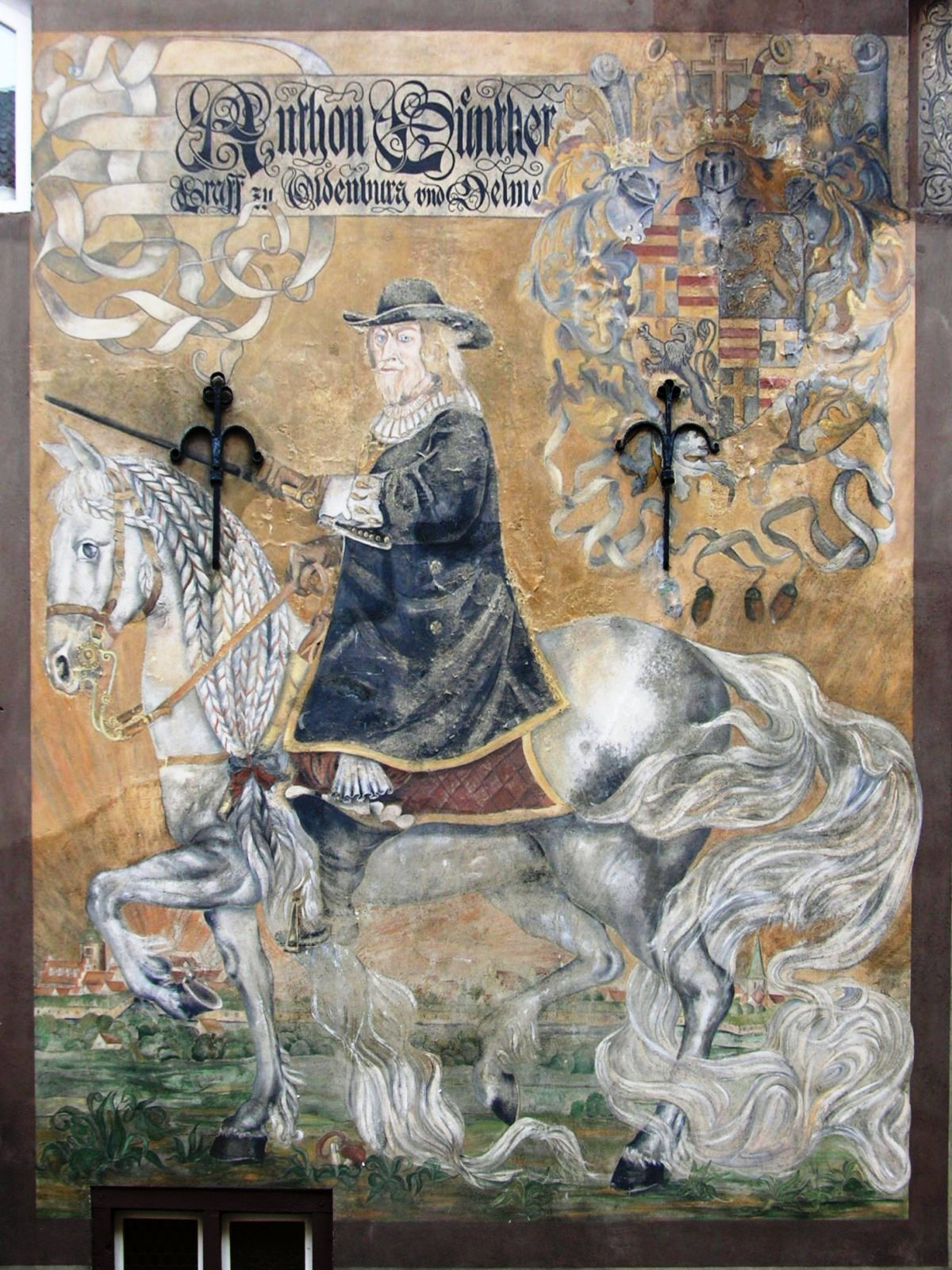
Gravure représentant Anton Günther, dit le sage, sur un cheval baroque.

Les premiers écrits répertoriant la présence de chevaux dans la région d'Oldenburg remontent au XVe siècle. C'était probablement des animaux simples et robustes, de petite taille, mais assez forts pour être utilisés comme animaux de trait et tirer le matériel agricole sur la côte frisonne. Le berceau du cheval d’Oldenbourg se situe entre le fleuve Weser et les Pays-Bas. Les animaux qui y vivaient étaient assez proches du cheval frison, confondu à l'époque avec l'oldenbourg. Les chevaux de cette région forment la souche fondatrice des races oldenbourg et ostfriesen, mais aussi des holsteiner et du groningen. C'est à partir du XVIe siècle que la population équine de la région commence à être étudiée. L'un des premiers à s'intéresser à l'élevage de chevaux dans la région fut le comte Johann von Oldenburg (1540-1603), mais c'est surtout grâce à son successeur, le comte Anton Günther von Oldenburg (1583-1667), qui donna son nom à la race et ramena de ses voyages les étalons les plus recherchés de l'époque, que l'oldenbourg se développa. En 1603, il acheta des étalons de prestige de race Frederiksborg au Danemark, des chevaux raffinés de race turkmène, des chevaux tartares, polonais, anglais, de puissants étalons napolitains d'Italie, et des étalons ibériques, pour son propre élevage. Il mit ses étalons à disposition des habitants de la région et croisa les juments frisonnes locales avec un étalon demi-sang oriental nommé Kranich, lequel devint rapidement célèbre. Il ajouta du sang de genêts d’Espagne et de napolitains pour créer un cheval carrossier solidement charpenté. Il permit ainsi à la race d'obtenir une reconnaissance européenne, si bien que, dans toute la région, 5 000 de ces chevaux de prix s'exportaient annuellement.
On raconte que Léopold Ier, archiduc d'Autriche et empereur germanique, traversa Vienne le jour de ses noces sur un étalon noir de race oldenbourg. Il était suivi par sa femme, une princesse espagnole dans un carrosse tiré par six oldenbourgs pie-noirs.

### DuXVIIIesiècleauXIXesiècle

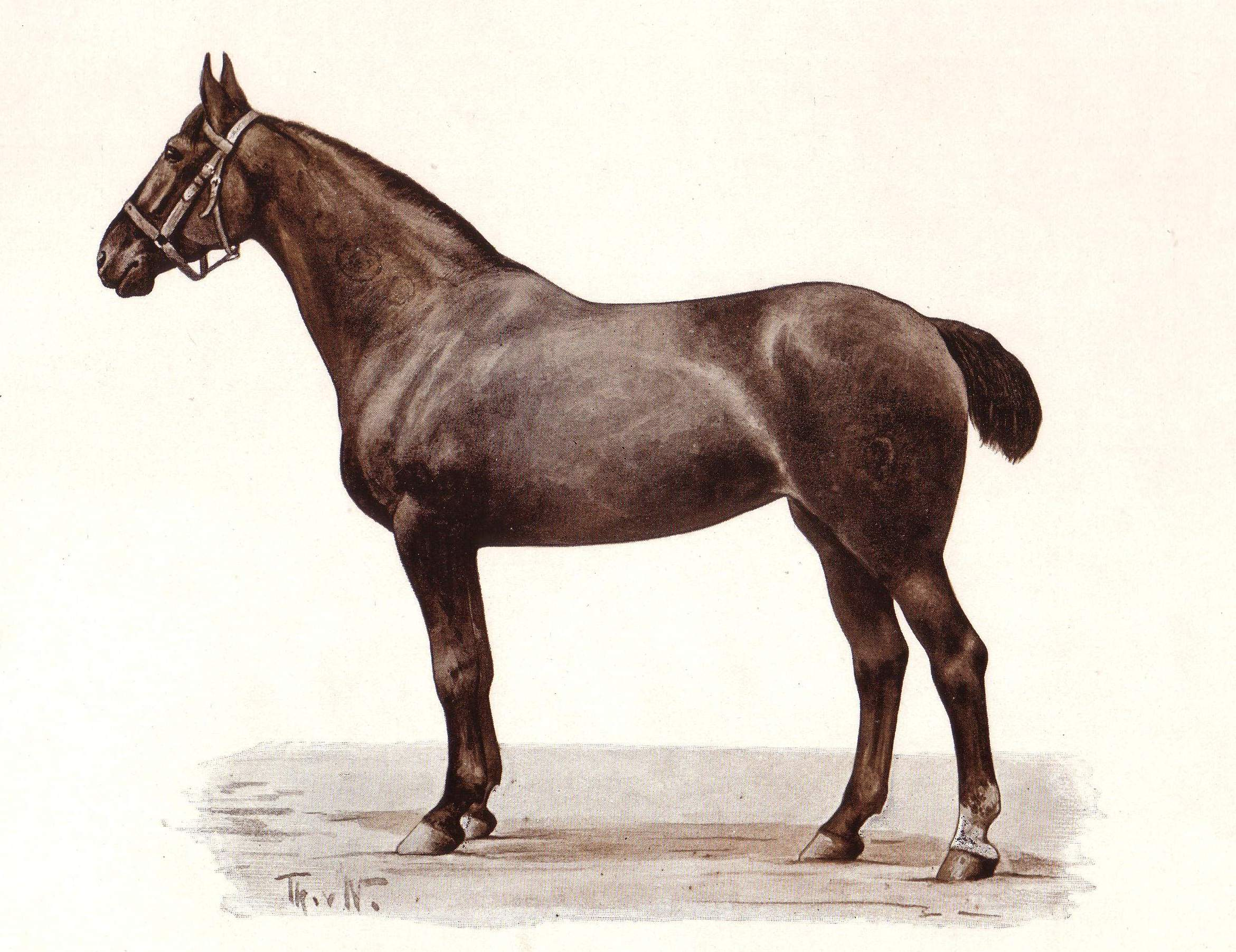
L'oldenbourg Marschschlag « Cremone », né en 1894 à Bardenfleth.

Avec le temps, les oldenbourgs et ostfriesen devinrent des « chevaux de luxe », de style et de prestige recherchés pour l'attelage. Une sélection rigoureuse eut lieu vers 1715 chez la race ostfriesen, et se propagea à l'oldenbourg en 1755. En 1781, la race avait dégénéré à la suite de la suppression des haras et de l'inondation des Marches due à la rupture des digues. Les haras d'Oldenbourg furent donc rétablis pour permettre la production de chevaux d'armes pendant la guerre du Saint-Empire romain germanique. La guerre demandant un grand nombre de chevaux, la production s'épuisa et les éleveurs eurent recours à des étalons de deux ans et à des juments porteuses de tares qui dégénérèrent à nouveau la race. À partir de 1820, l'état mit en place de fortes primes d'encouragement à l'élevage qui passèrent de 50 à 100 écus d'or, puis à 180 et 300 écus.
Les inspections des élevages devinrent obligatoires en vertu de cette régulation par l'État en 1820. Ces processus permirent aux éleveurs de faire évoluer rapidement leurs chevaux en fonction du marché et de la demande. La réputation des chevaux s'améliora grandement grâce à un étalon importé par un certain Stave de Brunswick, et dont les descendants sont à l'origine d'une célèbre lignée de chevaux oldenbourg : Neptune, Toréador 1er, Alcibiade, Héros et Stammtafel. Dès la deuxième moitié du XVIIIe siècle, les éleveurs allemands tentèrent à nouveau d'améliorer la race en la croisant avec des pur-sang anglais, pur-sang arabes, barbes, bais de Cleveland, lesquels eurent une importante influence, et carrossiers de Yorkshire. Des apports de sang hanovrien, anglo-normand et normand permirent d'adapter l'oldenbourg aux besoins de l'artillerie militaire. En 1864, l'oldenbourg était devenu un cheval de trait populaire.
Aucun étalon reproducteur ne pouvait être autorisé dans la région sans le passage devant une commission ad hoc, bien que tout éleveur ait le droit de faire appel à une nouvelle commission pour faire autoriser son cheval à la reproduction.

### DébutXXesiècle

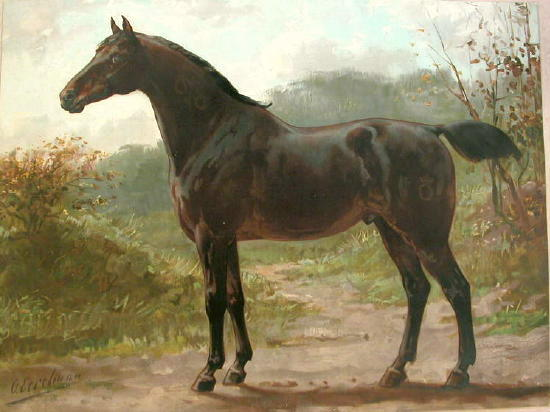
Lithographie de 1898 montrant un oldenbourg de l'ancien type carrossier.

En 1904, l'oldenbourg était réputé comme le cheval carrossier typique de sa région d'origine, employé à la traction hippomobile, sa maturité rapide par rapport aux autres chevaux de trait le rendait également populaire pour les travaux agricoles.

### Après la Seconde Guerre mondiale
L'oldenbourg joua un grand rôle pour le transport de l'artillerie et le trait léger, mais dès la fin de la Première Guerre mondiale, l'avènement de l'automobile et la motorisation amorcèrent le déclin de l'élevage des chevaux carrossiers, déclin qui s'accentua fortement dans les années 1940 et 1950. L'oldenbourg fut un temps reconverti en cheval de ferme polyvalent mais l'utilisation du tracteur obligea les éleveurs à orienter leur production vers celle d'un cheval de selle. L'émergence des loisirs et des sports équestres offrait alors un nouveau débouché durable pour la race, les éleveurs firent des efforts dans ce sens en orientant le modèle de l'oldenbourg vers celui d'un cheval de sport de même renommée que l'oldenbourg carrossier.
Ils réalisèrent des croisements avec des chevaux à sang chaud légers comme le pur-sang anglais. L'oldenbourg passe alors du statut de cheval d'attelage à celui de cheval de selle demi-sang. Il devient plus léger tout en restant malgré tout le plus grand et le plus lourd des chevaux de selle allemands. Au fil des croisements, il perdit ses caractéristiques de cheval d'attelage, comme ses épaules droites et son dos long, mais conserva généralement des actions relevées.
Parmi les étalons utilisés pour affiner la race, on peut citer le pur-sang anglais Lupus xx en 1935. Le premier étalon étranger importé en vue d'améliorer les qualités sportives du cheval oldenbourg fut Condor en 1960, un anglo-normand bai sombre qui servit la jumenterie oldenbourg. Il fut suivi par le pur-sang anglais Adonis xx en 1959, et une véritable pléiade d'étalons pur-sang anglais approuvés pour saillir des juments oldenbourg au cours des 15 années suivantes : Manolete xx, Miracolo xx, Guter Gast xx, Plus Magic xx, Makuba xx, et surtout Vollkorn xx, qui produisit l'un des premiers oldenbourgs de haut niveau parmi les chevaux de sport : Volturno, médaillé d'argent par équipe aux Jeux olympiques de 1976.
Le succès de Condor à la reproduction encouragea les éleveurs à choisir des chevaux français pour améliorer la souche allemande. Parmi les étalons influents, citons Furioso II en 1968 et Futuro en 1969, par Furioso xx, ainsi que Tiro et Zeus, issu de l'Anglo-arabe Arlequin x. Le trakehner, Magister eut une influence notable également, même si le trakehner ne fut pas la race la plus utilisée pour améliorer l'oldenbourg. L'hanovrien, race d'un länder voisin, influença également le cheptel. En 1972, l'étalon anglo-arabe Inschallah x transmit ses allures et ses caractéristiques à sa descendance.
La technologie et les progrès de l'insémination artificielle permirent de faire progresser l'élevage beaucoup plus vite car les étalons n'eurent plus besoin d'être sur place pour saillir des juments. Depuis les années 1970, l'utilisation de chevaux reproducteurs en provenance de toute l'Europe a augmenté de façon exponentielle. Des chevaux de sport allemands comme l'hanovrien, le holsteiner, le westphalien et le trakehner, en plus du KWPN et du selle français, ont continué à moderniser l'oldenbourg.
Le slogan de la Fédération allemande d'Oldenburg est que « la qualité est la seule norme qui compte », en témoignent leurs orientations libérales et l'acceptation d'une grande variété de croisements au sein de la race. Contrairement à d'autres registres qui sont limités à des chevaux de race locale, ou qui préfèrent une robe à une autre, le stud-book de l'oldenbourg moderne sélectionne des étalons et des juments uniquement sur leurs qualités de dressage et de saut. 
Les oldenbourgs sont devenus très populaires aux États-Unis où leur polyvalence est recherchée.

## Description

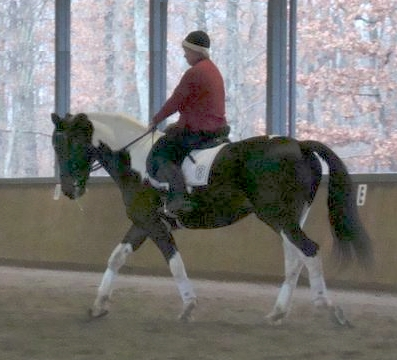
Quelques oldenbourgs peuvent présenter exceptionnellement une robe pie, comme celui-ci.

L’oldenbourg mesure entre 1,65 m et 1,75 m au garrot en moyenne, ce qui en fait le plus grand et le plus lourd des chevaux allemands,. Toutes les robes franches et simples sont admises chez cette race, toutefois le bai, l’alezan, le bai-brun, le gris et le noir sont les robes les plus répandues.

### Morphologie
L'aspect général de l'oldenbourg est celui d’un cheval de morphologie médioligne, puissant mais élégant.

#### Tête
Sa tête est généralement bien faite, de taille moyenne avec un profil légèrement convexe ou busqué, mais elle peut parfois être grossière, un peu lourde ou un peu longue. Bien attachée, elle donne à l'oldenbourg un port de tête noble et fier. La gorge est épaisse, bien arquée, les naseaux évasés et les ganaches un peu renflées. Les oreilles sont bien dressées.

#### Avant-main et corps
L'encolure est longue et très robuste, puissante et portée haute à la base. Quant aux épaules, elles sont longues, musclées et obliques. Le garrot est bien formé. La poitrine est caractérisée par sa profondeur et sa largeur, donnant ainsi un poitrail ample qui révèle encore l'influence des carrossiers. Le corps est particulièrement puissant et se caractérise par une ligne dorsale droite et un dos robuste, fort et généralement long.

#### Arrière-main et membres
L'arrière-main est également puissante avec des reins solides qui se terminent par une croupe large et musclée. La queue est portée haut. L'oldenbourg possède des jambes courtes et fines par rapport au reste du corps, ce qui ne les empêchent pas d'être résistantes du fait d'une ossature développée et d'articulations fortes,. Les sabots ont une forme régulière et appropriée.

### Tempérament
L'oldenbourg est un cheval gentil au caractère équilibré et égal ce qui le rend fiable et apte à l'obstacle,. Contrairement à la plupart des animaux de grande taille, il atteint rapidement sa maturité et cette précocité lui permet d'entamer son apprentissage très tôt. Il est également doté d'un tempérament énergique, tout en étant doux et courageux. L'oldenbourg n'est pas aussi endurant et résistant que les autres chevaux de selle à sang chaud. Il bénéficie néanmoins d'une longévité assez exceptionnelle.

## Utilisations

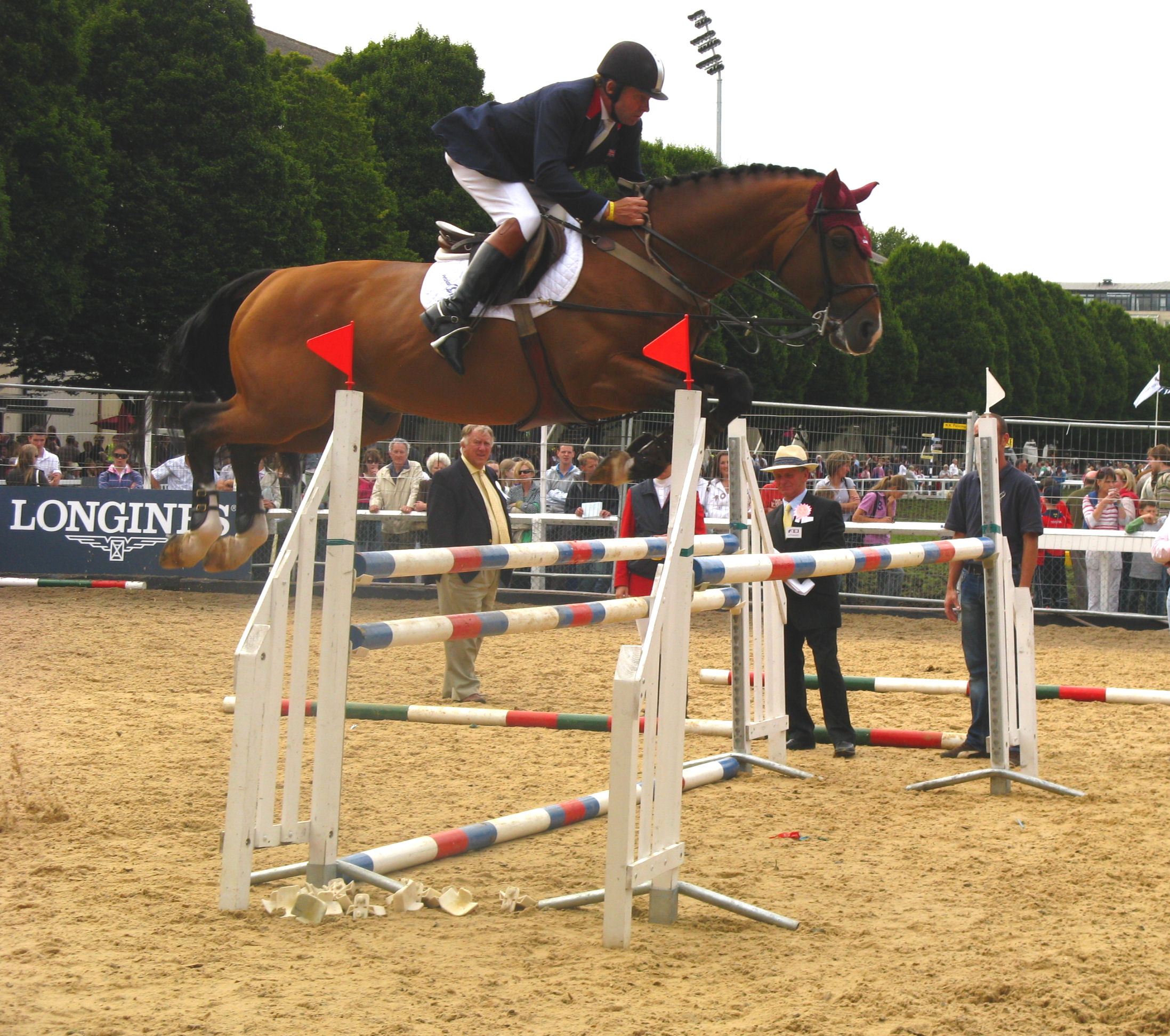
Nich Skelton et l'oldenbourg Arko III au concours international de saut d'obstacles 5 étoiles de Dublin en 2008.

L'utilisation de l'oldenbourg varie selon les deux périodes clés de son évolution qui lui ont permis de s'adapter à la demande. À la suite du premier mélange des races, l'oldenbourg devient un cheval d'attelage de type carrossier, réputé dans les cours ducales européennes. Dans sa région d'origine, il était très employé pour les travaux agricoles. Il a servi dans l'armée mais dès la fin de la Première Guerre mondiale, le cheval de travail est remplacé par un cheval de selle, plus léger et adapté aux sports équestres.
L'oldenbourg moderne est un cheval imposant tout en restant léger. Il a une démarche expressive, élastique avec beaucoup de suspension. Son trot est élégant et il se rassemble facilement au galop. Ses qualités sont utilisées pour des activités de loisir, mais l'oldenbourg reste avant tout un cheval de sport. Il est très utilisé en attelage, aussi bien en compétition qu'en cérémonie. L'oldenbourg se distingue aussi en saut d'obstacles et en dressage, ce qui en fait un cheval polyvalent. Il n'y a qu'en concours complet qu'il ne se distingue guère, car il reste un cheval assez lourd, handicapé dans l'épreuve de cross. De nombreux chevaux oldenbourg sont primés à l'issue de compétitions de sports équestres.

### Dressage
Olympic Bonfire est médaille d'or de dressage aux Jeux olympiques de Sydney sous la selle d'Anky van Grunsven ( Pays-Bas). Donnerhall est champion d'Europe et du monde de dressage par équipe sous la selle de Karin Rehbein ( Allemagne). Renoir-Unicef est médaille d'or de dressage par équipe aux Jeux équestres mondiaux de 2002, sous la selle de Ann Kathrin Linsenhoff ( Allemagne). Relevant a remporté la médaille d'argent de dressage par équipe lors de la même compétition, sous la selle de Lisa Wilcox ( États-Unis).

### Saut d'obstacles

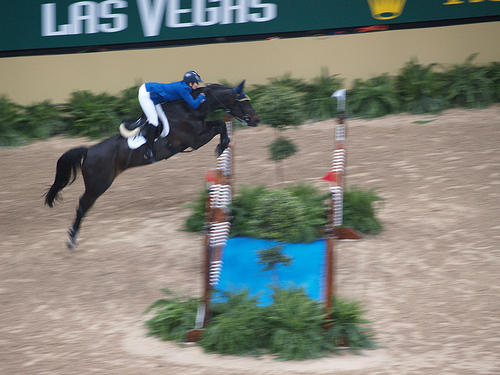
Judy Ann Melchior et l'oldenbourg Grande Dame Z à la coupe du monde de saut d'obstacles, sous les couleurs de la Belgique en 2007.

Weihaiwej, médaille d'or par équipe et individuelle de sauts d'obstacles aux Jeux équestres mondiaux de La Haye (1994), sous la selle de Franke Sloothaak ( Allemagne), est plus connue pour son physique particulier puisqu'elle est surnommée « la jument aux yeux bleus ». Arko III a remporté de nombreux grands prix de sauts d'obstacles, sous la selle de Nick Skelton ( Royaume-Uni). Sandro Boy, étalon vainqueur de nombreux Grand Prix de saut d'obstacle et ex-cheval de tête de Marcus Ehning en  Allemagne, a fait ses adieux à la compétition à la suite des championnats de Leipzig. Il est le père de Sabrina, jument de tête de Marcus Ehning. Coulisa, jument prometteuse montée par Denis Lynch, a été euthanasiée après une grave chute sur le CSIO de Rotterdam en 2014. Balou Rubin R, monté par Pius Schwizer, a remporté plusieurs Grands Prix.

### Maintien de l'ordre

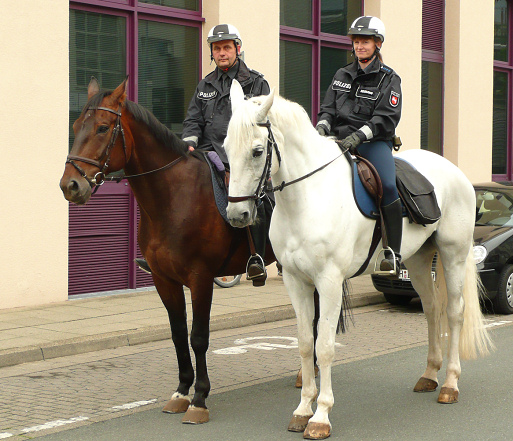
Policiers montés à Hanovre.

La police montée de Hanovre (de) utilise des Oldenbourgs parmi sa trentaine de chevaux.

## Diffusion de l'élevage
L'oldenbourg est considéré comme une race transfrontière à diffusion internationale, présente dans au moins 5 pays dans le monde (en 2010).  Par ailleurs, l'ouvrage Equine Science (4e édition de 2012) le classe parmi les races de chevaux de selle connues au niveau international. Il est élevé principalement en Allemagne, et tout particulièrement dans sa région d'origine à savoir l'ancien Oldenbourg qui appartient aujourd'hui au Land de Basse-Saxe. Mais il l'est aussi dans une grande partie de l'Europe ainsi qu'aux États-Unis où il est très populaire.

### En Allemagne
En 2010, le « Verband der züchter des oldenburger pferdes » recense 6 000 éleveurs actifs, 5 800 poulinières, 409 étalons en activité et une moyenne de 5 000 poulains par an en Allemagne.

#### Statut d'élevage

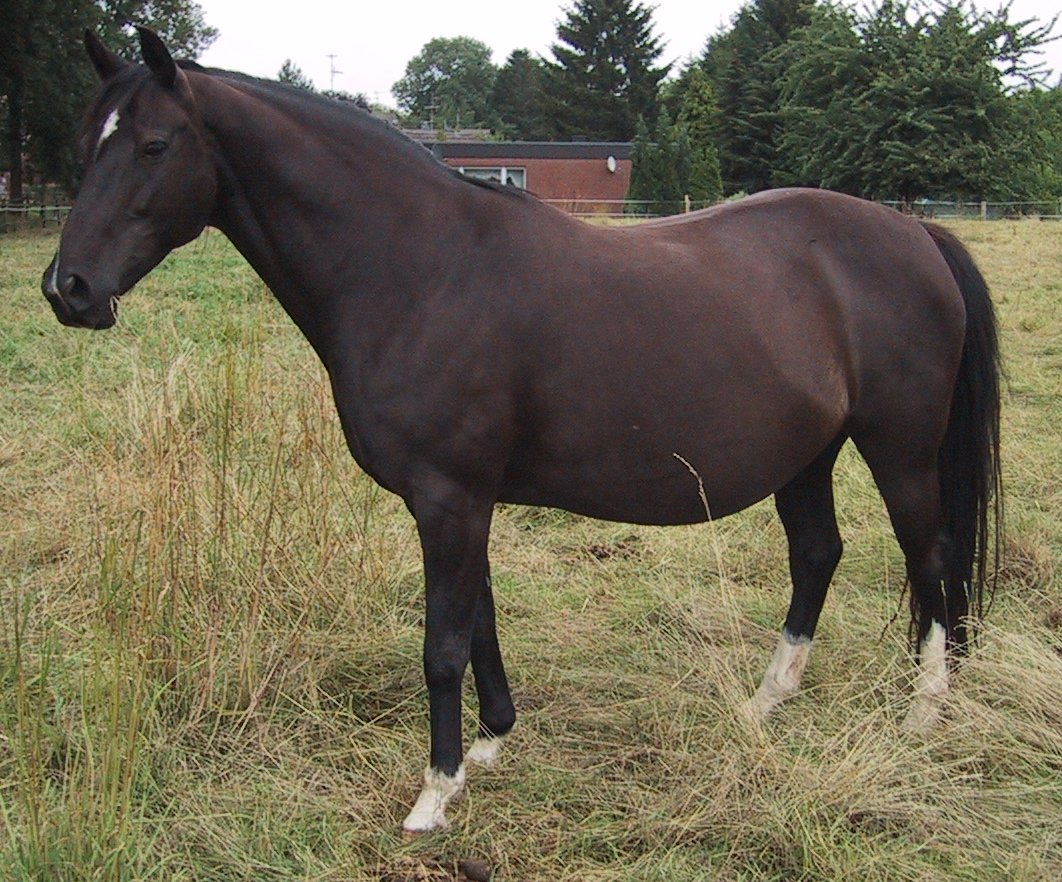
Jument oldenbourg pleine.

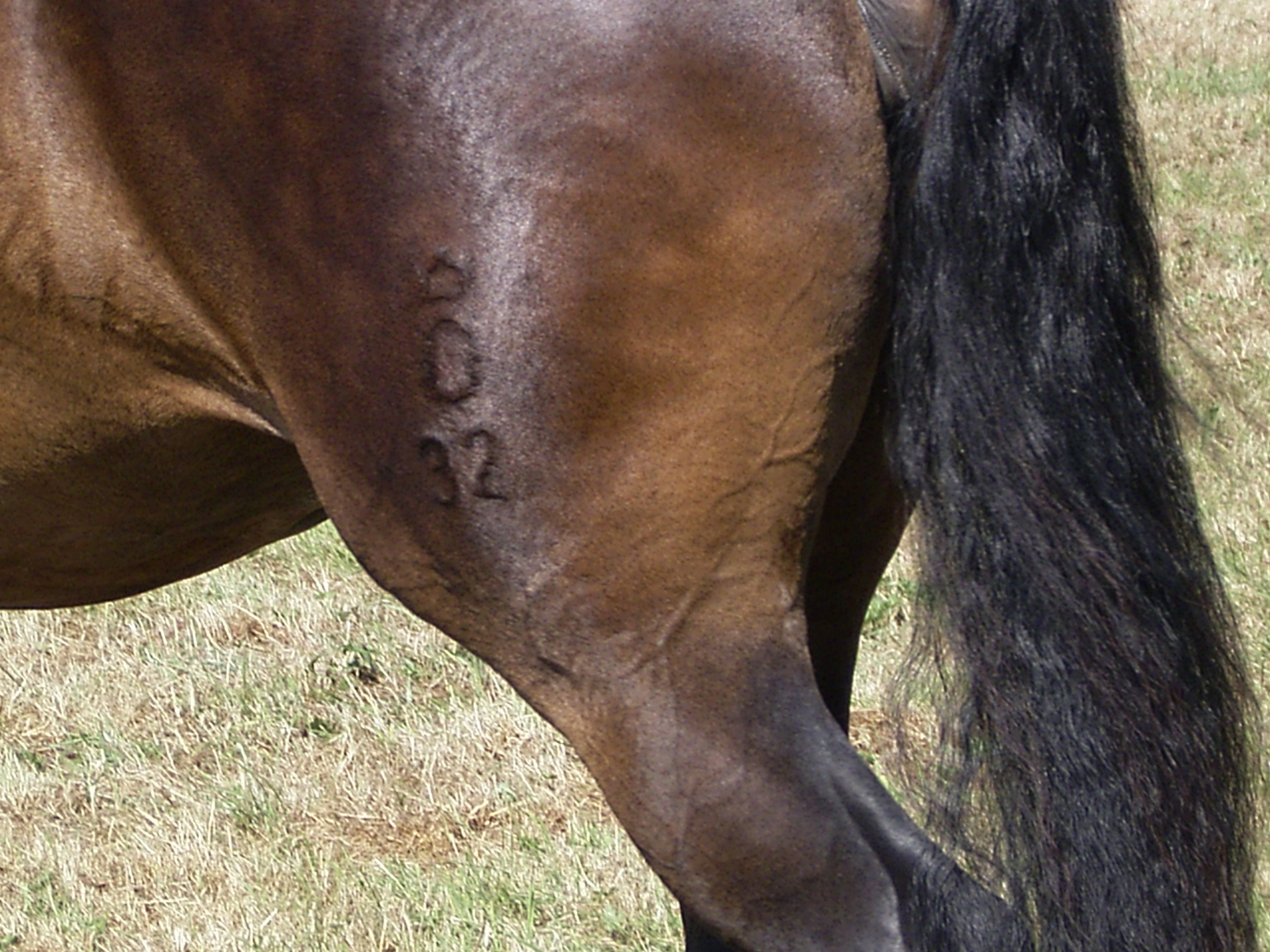
Marque d'un oldenbourg montrant le O et sa couronne.

Le premier statut d'élevage de l'oldenbourg date de 1819 puis fut modifié en 1897 et en 1923, date à laquelle le stud-book des races de l'ostfriesen et de l'oldenbourg furent fusionnés pour former la Société des Éleveurs de chevaux d'Oldenbourg (GOV) et arriver à la version encore employée de nos jours. Grâce à ce statut, la Société des Éleveurs de chevaux d'Oldenbourg détient l'entière responsabilité de la race, y compris l'admission des étalons, ce qui leur donne aussi une plus grande liberté pour l'achat des animaux. Ceci explique le haut degré d'uniformité de la race oldenbourg,. Il n'existe pas de haras national pour cette race, l'élevage de ces chevaux est exclusivement entre les mains de particuliers. Les chevaux oldenbourg et ostfriesen ont été exportés dans le monde entier. L'oldenbourg moderne se reconnaît grâce à la présence, sur sa hanche gauche, d'un O surmonté d'une couronne.

#### Sélection pour le saut d'obstacles

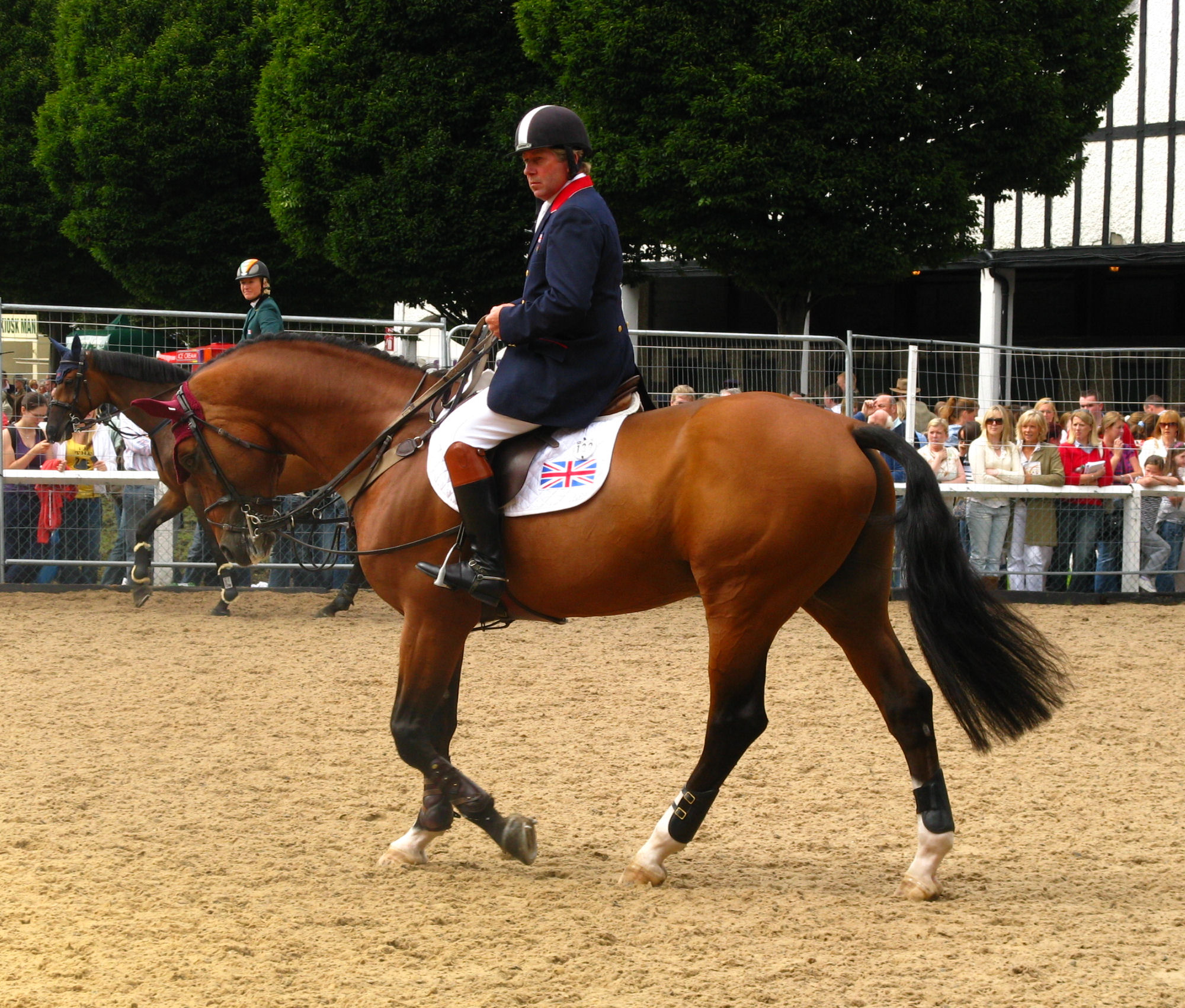
Le cavalier britannique Nick Skelton et Arko III, cheval de saut d'obstacles de race oldenbourg.

La « Spingpferdezuchtverband Oldenburg ev-international », une association créée en 2001, annonce pour objectif « l'élevage de chevaux de saut d’élite pour le sport international ». Elle travaille en étroite collaboration avec le « Verband der züchter des oldenburger pferdes » ou Société des Éleveurs de chevaux d'Oldenbourg. Leurs efforts se concentrent sur la combinaison des meilleurs chevaux de saut d'obstacles de toutes les races afin d'améliorer l'oldenbourg. Des normes strictes de qualité ont été appliquées pour l'admission et l'attribution des licences des étalons qui produisent des chevaux de saut oldenbourg. À terme, leur objectif est d'attirer les éleveurs de toute l'Allemagne et l'Europe. La reconnaissance de cette sélection se fait par un marquage particulier dans lequel la marque de l'oldenbourg comporte un S de plus à l'intérieur d'un O incomplet, avec une couronne au-dessus.

### En Amérique du Nord
« The International Sporthorse Registry » (ISR) et « the Oldenburg Registry North America » (OL NA) ont été créés en 1983 dans le but d’offrir un large panel de chevaux de sport aux éleveurs nord-américains. Le registre mène une politique identique à celle des associations oldenbourg allemandes, à savoir un registre ouvert aussi bien aux chevaux de sport ayant fait leur preuve en compétition qu'aux chevaux possédant un réel potentiel génétique. Le registre américain n'est pas une branche des associations de races européennes.

#### Ouvrages spécialisés
- (de) Claus Dencker, Das Oldenburger Pferd, Blv Buchverlag, 1986, 128 p. (ISBN 978-3-405-13294-1)
- (en) J. Schüssler, The Oldenburg Horse, BoD – Books on Demand, 2013, 124 p. (ISBN 978-3-8457-2514-7, lire en ligne).

#### Ouvrages généralistes
- Gianni Ravazzi, L'encyclopédie des chevaux de race, Bergame, Italie, De Vecchi, 2002 (ISBN 978-2-7328-8417-2), p. 81.
- Judith Draper, Le grand guide du cheval : Les races, les aptitudes, les soins, Éditions de Borée, 2006, 256 p. (ISBN 978-2-84494-420-7), p. 58-59.
- Collectif, Les races de chevaux et de poneys, Éditions Artemis, 2006, 127 p. (ISBN 978-2-84416-338-7, lire en ligne), p. 52.
- Elwyn Hartley Edwards, Les chevaux, Éditions de Borée, 2006, 272 p. (ISBN 978-2-84494-449-8), p. 84-85.
- (en) Bonnie L. Hendricks et Anthony A. Dent, International Encyclopedia of Horse Breeds, University of Oklahoma Press, 2007, 486 p. (ISBN 978-0-8061-3884-8, lire en ligne), p. 323-325.
- Andrea Fitzpatrick, L'encyclopédie des chevaux, Paris, Nov'edit, 2008, 437 p. (ISBN 978-2-35033-208-6), p. 210-212.
- (en) Fran Lynghaug, « Oldenbourg », dans The Official Horse Breeds Standards Guide: The Complete Guide to the Standards of All North American Equine Breed Associations, Voyageur Press, 2009 (ISBN 9780760334997, lire en ligne), p. 621